# Night Striker
Night Striker (ナイトストライカ?, Naito Sutoraikā) è un videogioco arcade del 1989 edito dalla Taito. Ricevette delle conversioni per Sega Mega CD, PlayStation e Sega Saturn, quest'ultima versione distribuita con il nome Night Striker S.
È incluso esclusivamente nella raccolta per PlayStation 2 Taito Memories II Gekan, uscita nel 2007 solo in Giappone.

## Trama
Night Striker è ambientato in una città futuristica nell'anno 2049. Un'organizzazione terroristica ha rapito il dottor Masker Lindberry e sua figlia. La U.N.S.S.A. (United Nations Special Service Agency) ha inviato i propri agenti per indagare, ma senza alcun risultato. Il suo leader è a capo di una task force (nome in codice Night Striker) che utilizza veicoli blindati per salvarli e distruggere l'organizzazione.

## Modalità di gioco
Il giocatore guida un'auto e spara ad elicotteri, aeroplani, camion, ragni robotici e massi che incontra durante il livello. L'auto può essere manovrata in modo simile a Space Harrier; può essere spostato sullo schermo. Night Striker consta di 21 livelli, anche se il giocatore deve completarne solo sei per completare il gioco.
I temi delle fasi includono fabbriche, tunnel e temi urbani come centri, periferie e strade. Alcune fasi contengono ostacoli come barriere che devono essere aggirate. Alla fine di ogni fase c'è un boss e, dopo averlo sconfitto, al giocatore viene presentata la scelta del percorso, come in Out Run. L'"armatura" dell'auto si riferisce alla sua capacità di scudo; può assorbire un certo numero di colpi prima di essere distrutta. Sconfiggere un boss dà allo scudo la capacità di resistere a un altro colpo. Se lo scudo è esaurito e l'auto viene colpita, la partita finisce. In alcune fasi finali, l'auto si trasforma: a seconda della fase, può diventare veicoli come una moto o un robot.
Il titolo presenta finali diversi a seconda del percorso intrapreso.